# Kerk van Eexta
De aanduiding kerk van Eexta beschrijft drie opeenvolgende kerkgebouwen in het voormalige dorp Eexta, dat sinds 1964 onderdeel is van de plaats Scheemda in de Nederlandse provincie Groningen.
De romanogotische kruiskerk dateerde uit de tweede helft van de dertiende eeuw. Het gebouw moet een oudere voorganger hebben gehad, gezien de vondst van een trapeziumvormig sarcofaagdeksel, gedateerd omstreeks 1100. De naam van de patroonheilige is onbekend.
In 1870 bevond de kruiskerk zich in een zeer vervallen staat en werd afgebroken. Hierop werd aan de Kerklaan de Eexterkerk gebouwd, die tot 2009 dienst heeft gedaan. Toen de kerkgemeente fuseerde met de gereformeerde gemeente in Scheemda onder de koepel van de Protestantse Kerk in Nederland, werd besloten de Eexterkerk af te breken. Een nieuw multifunctioneel gebouw werd in 2010 opgeleverd, dat de naam De Ontmoeting kreeg. De preekstoel uit 1636, het orgel uit 1733, de kerkklok uit 1796 en de 17e-eeuwse avondmaalsbank hebben door de plaatsing in deze 21e-eeuwse context niet meer de status van beschermd rijksmonument. 

## Kruiskerk (13e eeuw-1870)
De eerste stenen kerk was een aan de Zuidbroekster Petruskerk verwante, waarschijnlijk iets oudere romanogotische kruiskerk die bedekt was met koepelgewelven en stond midden op de huidige begraafplaats van Eexta aan de Hogeweg. Het bouwjaar zal mogelijk tussen 1252 en 1264 hebben gelegen; uit die tijd zou -op basis van dendrochronologisch onderzoek- het oudste deel van de nog bestaande weem (pastorie; oudste woonhuisdak van Nederland) stammen.
De kerk vormde eeuwenlang het centrale punt van Eexta en werd omgeven door een kerkhof. Net als bij de meeste omliggende dorpen stond de toren los van de kerk. In de 19e eeuw werd het onderhoud van de kerk verwaarloosd, zodat het gebouw steeds verder verviel. Eind jaren 1860 werd in documenten reeds gesproken over het bouwen van een nieuwe kerk. Tijdens een zeer zware storm op 17 december 1869 werd de kruiskerk zwaar getroffen. Op een foto van kort daarna is te zien dat veel dakpannen ontbraken en er wordt in documenten ook van andere niet nader omschreven schade gesproken. Op eerste kerstdag besloten de kerkvoogden daarop tot de sluiting van de kerk, daar de financiële middelen voor de omvangrijke herstelwerkzaamheden ontbraken en de kerk voor de relatief kleine gemeente te groot was. De oude kruiskerk werd daarop opgemeten om te zien hoeveel geld de stenen op konden leveren bij sloop.

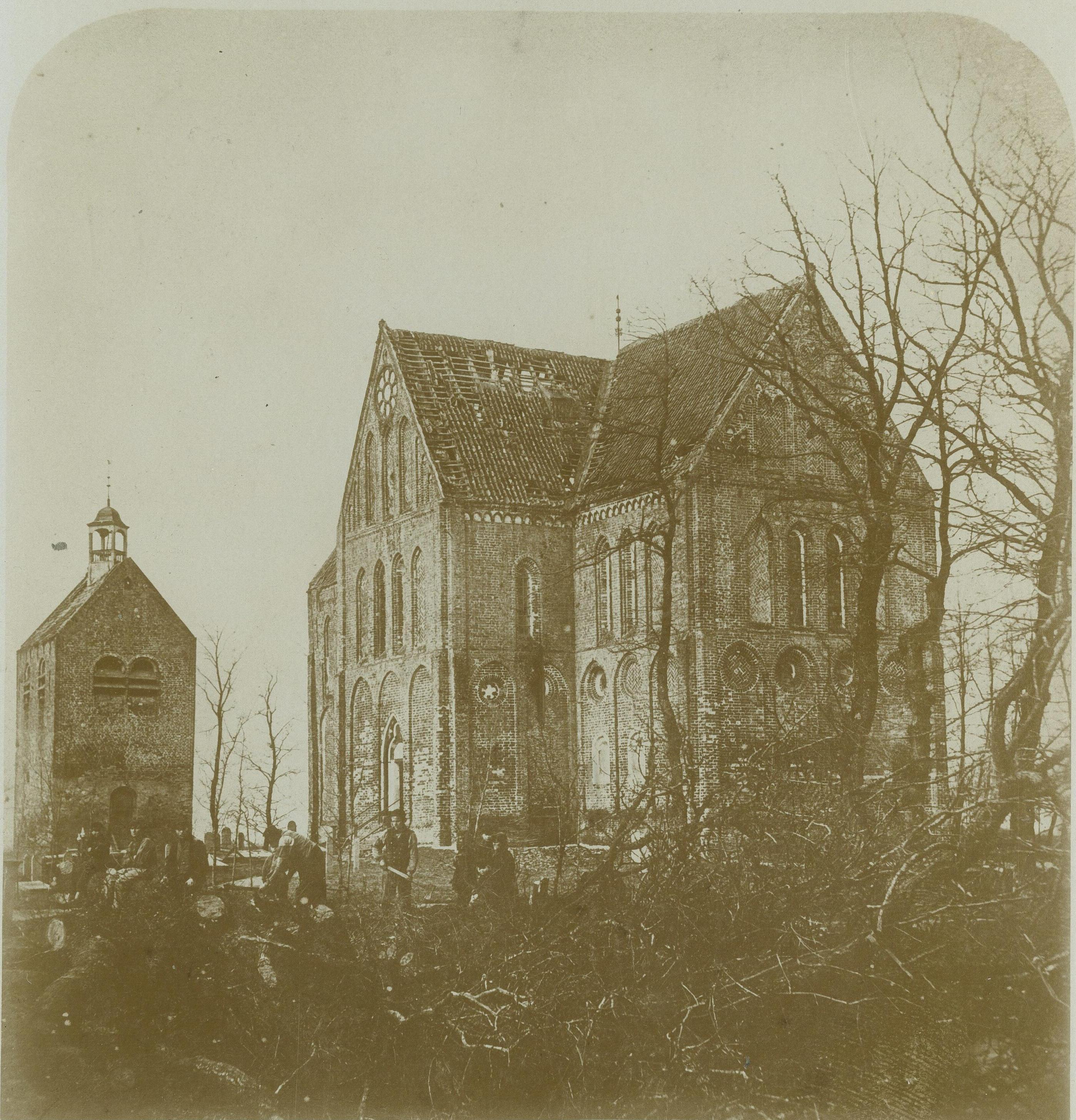
Mannen kappen en zagen hout voor de zwaar vervallen kruiskerk na de storm van 17 december 1869
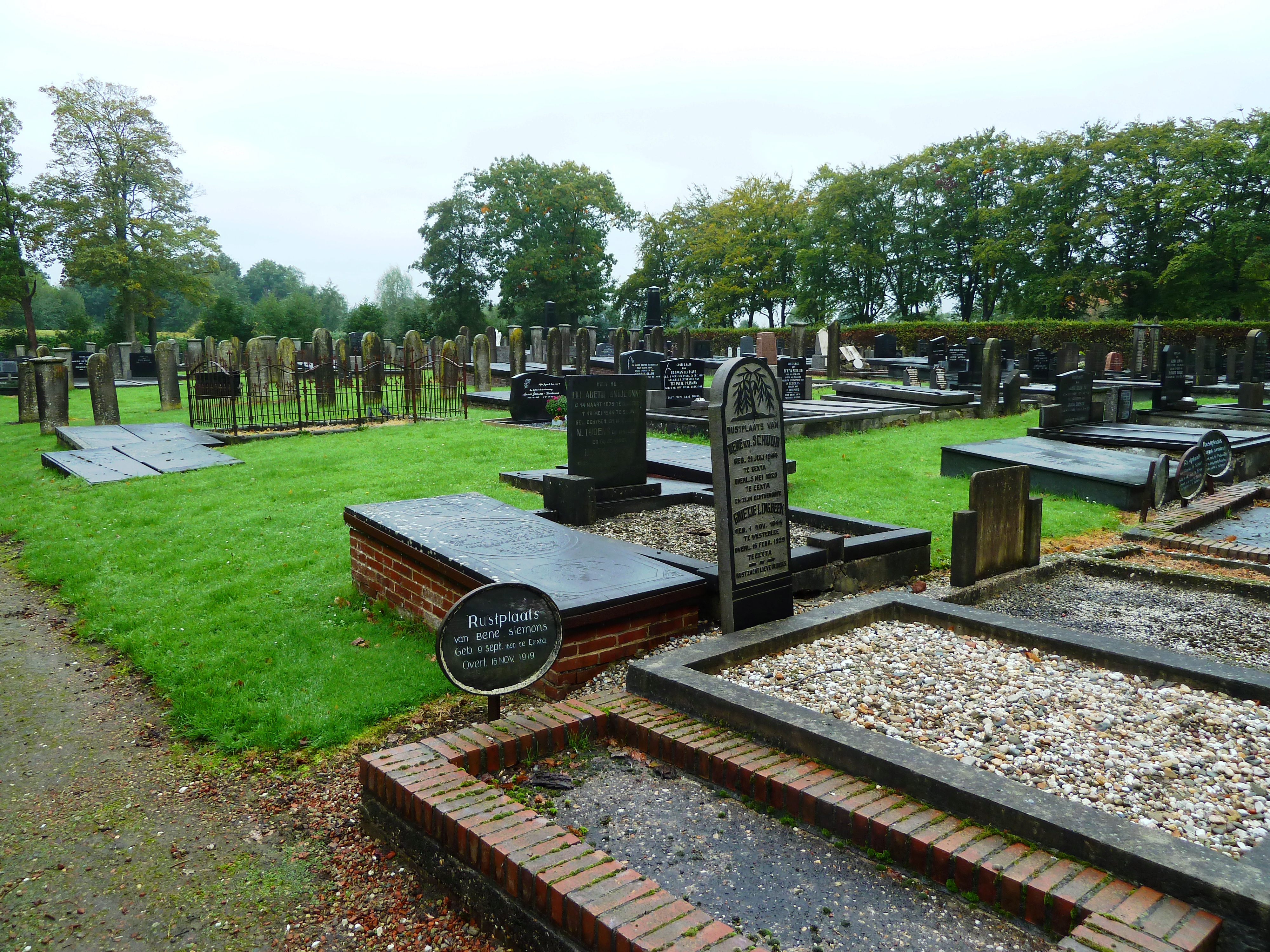
De begraafplaats waar de kerk eens stond
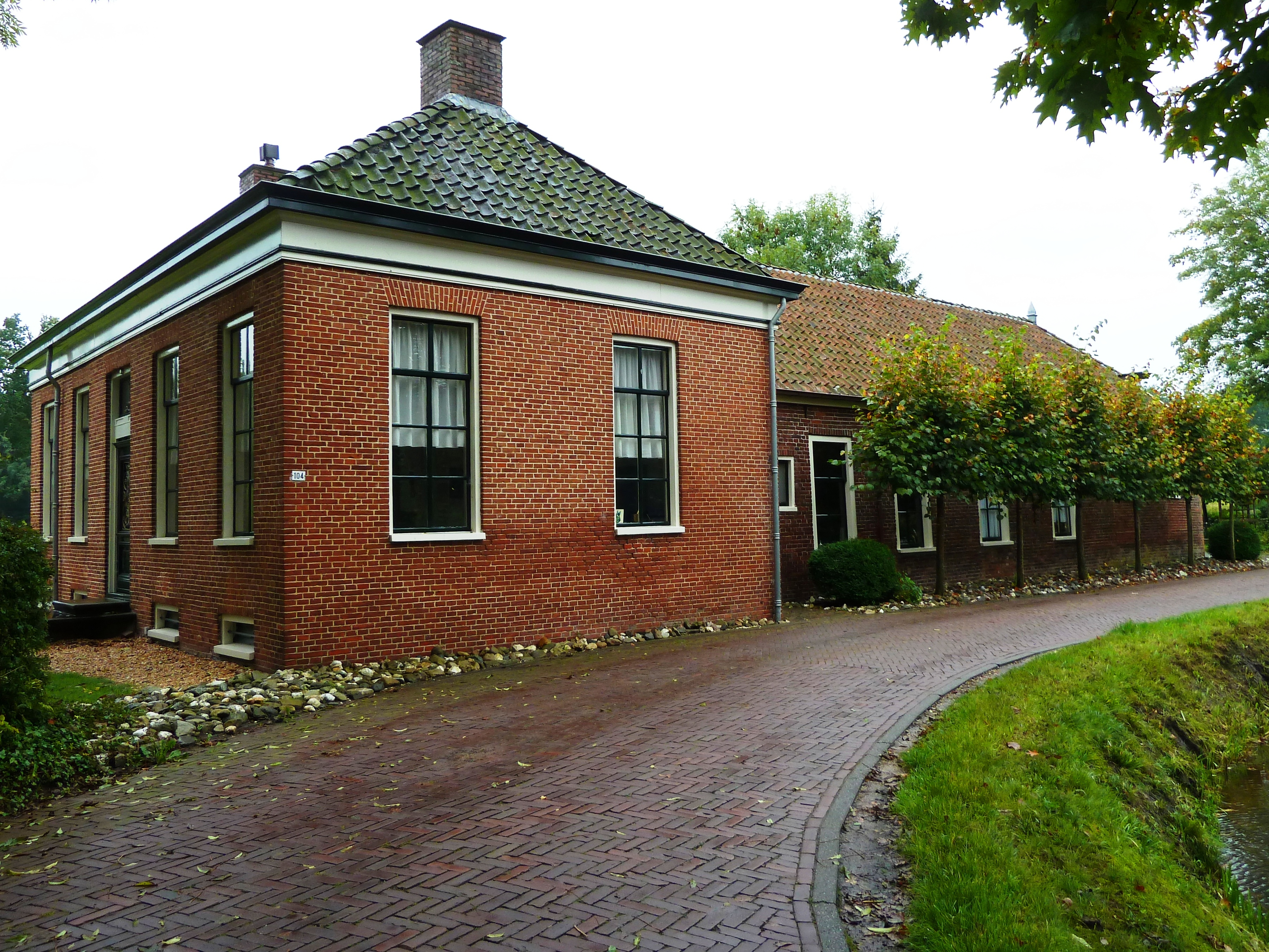
Oude kosterij met school

## Eexterkerk (1870-2010)
In 1870 werd de kruiskerk vervolgens gesloopt (de naastgelegen pastorie bestaat nog wel, de plek van de kerk werd gebruikt voor de uitbreiding van de begraafplaats van Eexta) en werd een perceel aangekocht aan de Kerklaan, waarop hetzelfde jaar werd begonnen met de bouw van de rechthoekige Eexterkerk, waar aan voorzijde een toren deels werd ingebouwd en waarvan de achtergevel driezijdig gesloten werd. Op 20 augustus 1871 werd de nieuwe kerk ingewijd. Preekstoel, orgel, avondmaalstafel en luidklok werden overgeheveld van de vroegere kruiskerk naar de nieuwe Eexterkerk. Van 1914 tot 1915 werd het verenigingsgebouw Eben-Haëzer naast de kerk gebouwd voor het opvangen van het verenigingsleven en de kerkenraad. Oorspronkelijk bestond dit gebouw uit twee vertrekken. In 1928 werd het uitgebreid met nog twee vertrekken en in 1969 werd het gebouw gemoderniseerd en hernoemd tot Eekerstee. In 1961 werd tegenover de kerk een pastorie gebouwd.
In de jaren 1920 werden vanwege de groei van de kerkelijke gemeente plannen gemaakt voor het uitbreiden van de kerk, hetgeen in 1936 gebeurde in de vorm van twee vleugels. In 1979 werd een consistorie achter de kerk gebouwd. In 1982 werd de hervormde gemeente van Nieuw-Scheemda gefuseerd met de hervormde gemeente van de Eexterkerk en in 2001 werden de leden van de ontbonden vrijzinnig hervormde kerk van Scheemda toegevoegd aan de hervormde gemeente van Eexta. Na vele jaren van Samen op Weggesprekken werd in 2003 besloten tot het samenvoegen van de hervormde gemeente van Nieuw-Scheemda-Eexta-Scheemda en de gereformeerde kerk van Scheemda tot de 'Protestantse Kerk Nederland in Scheemda' (nu 'Protestantse Gemeente Scheemda'). Dit trad in werking in 2006.

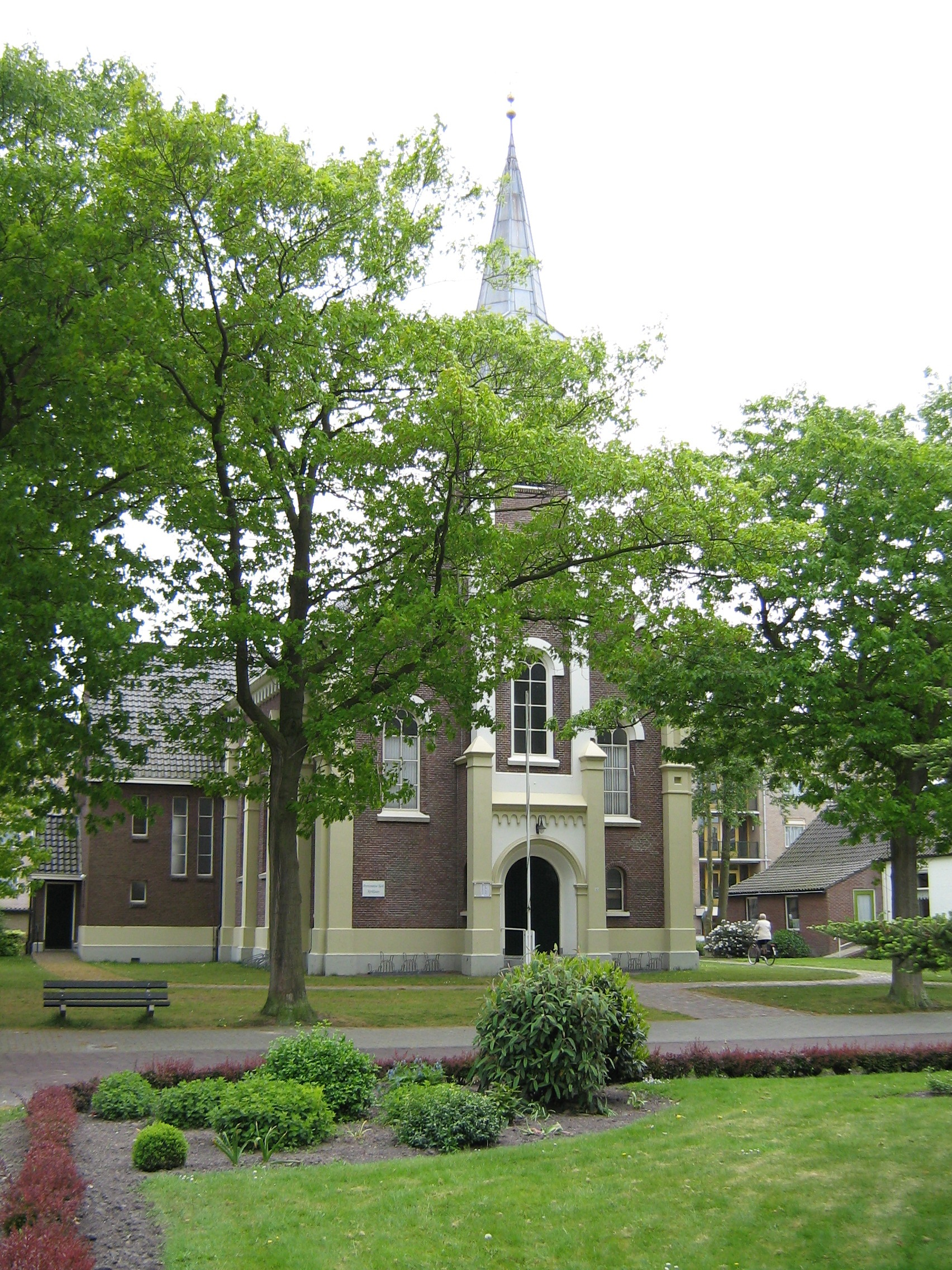
De Eexterkerk in 2007
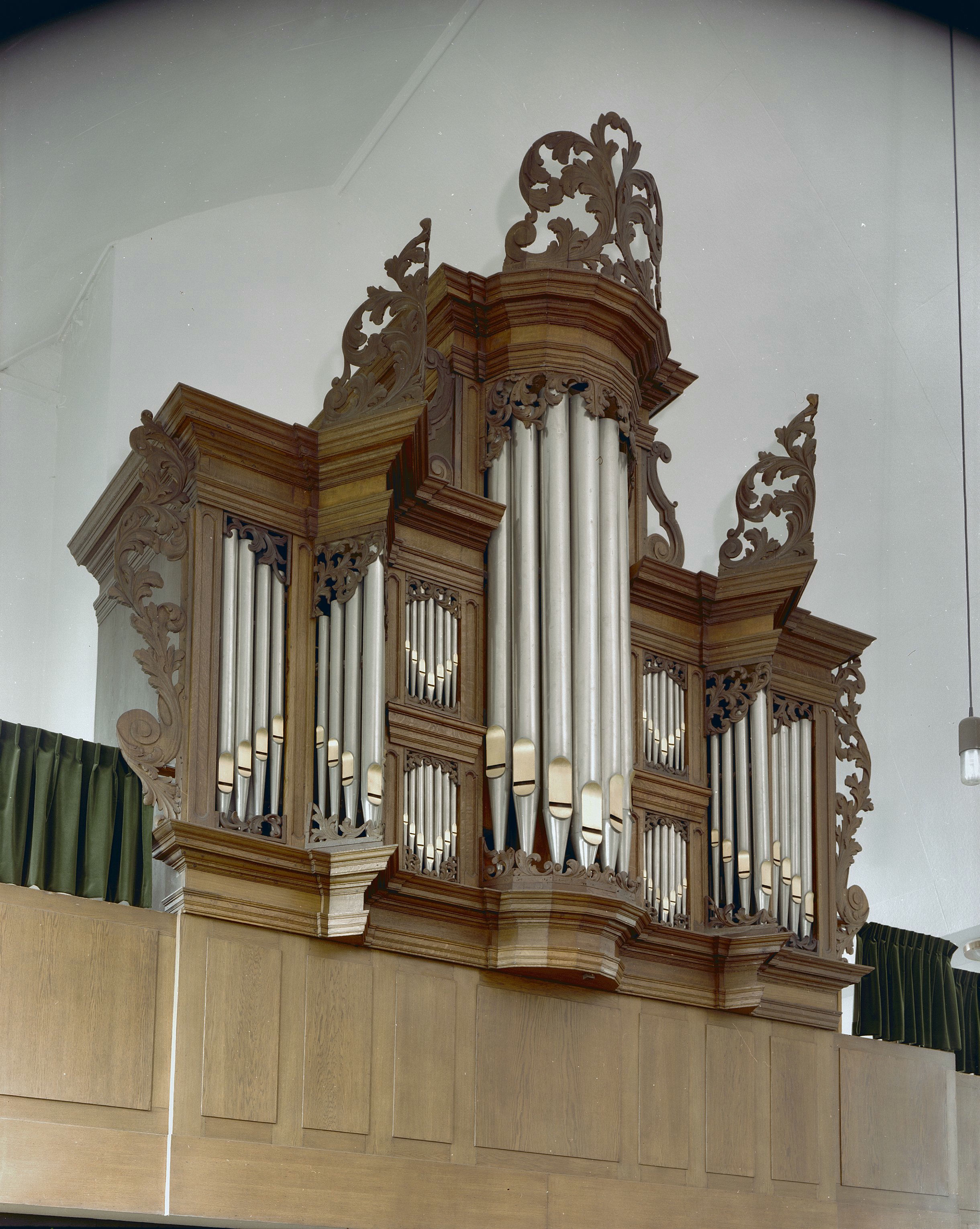
Het orgel van Matthias Amoor uit 1733, gefotografeerd in 1997
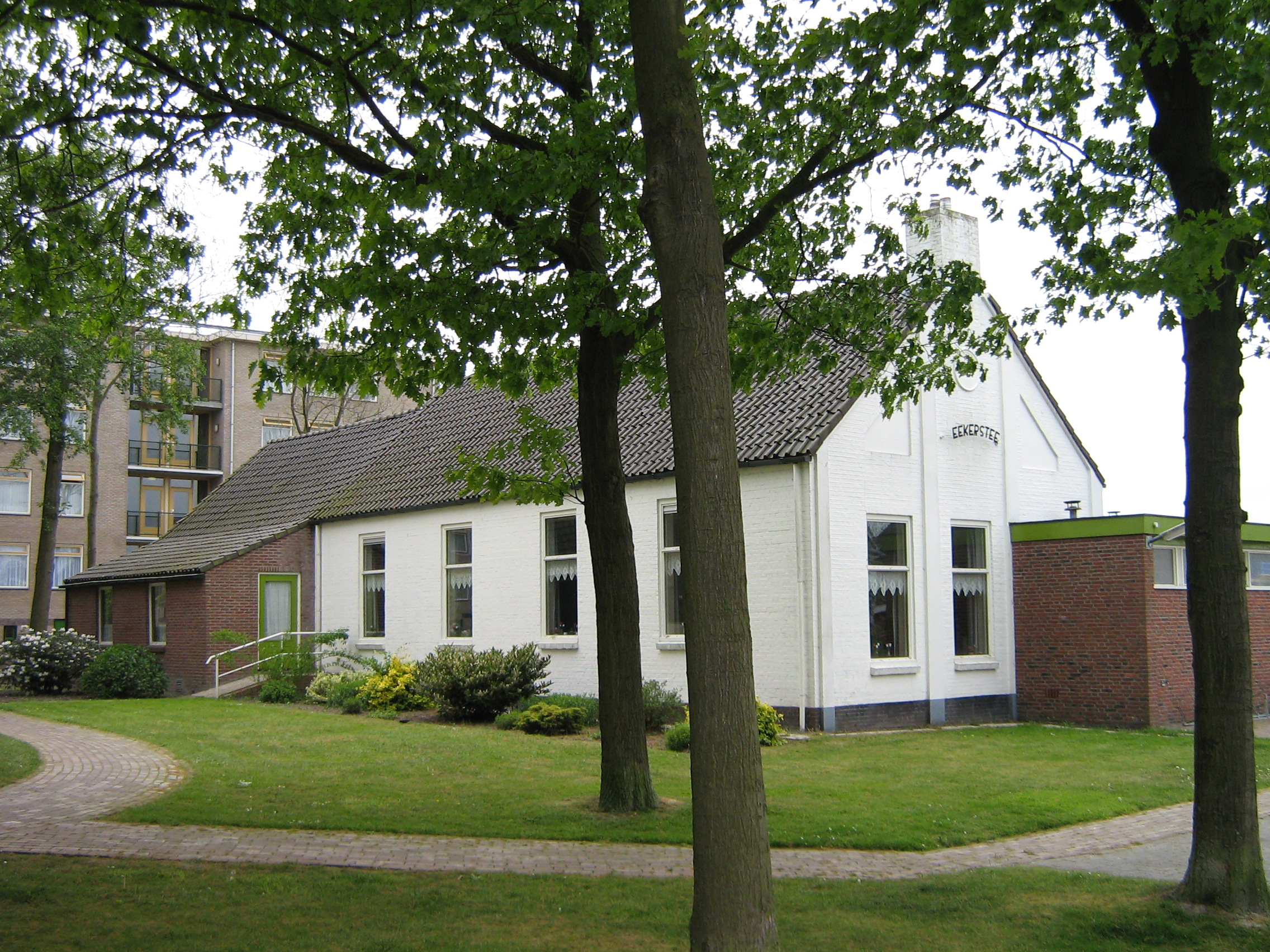
Verenigingsgebouw "De Eekerstee" in 2007
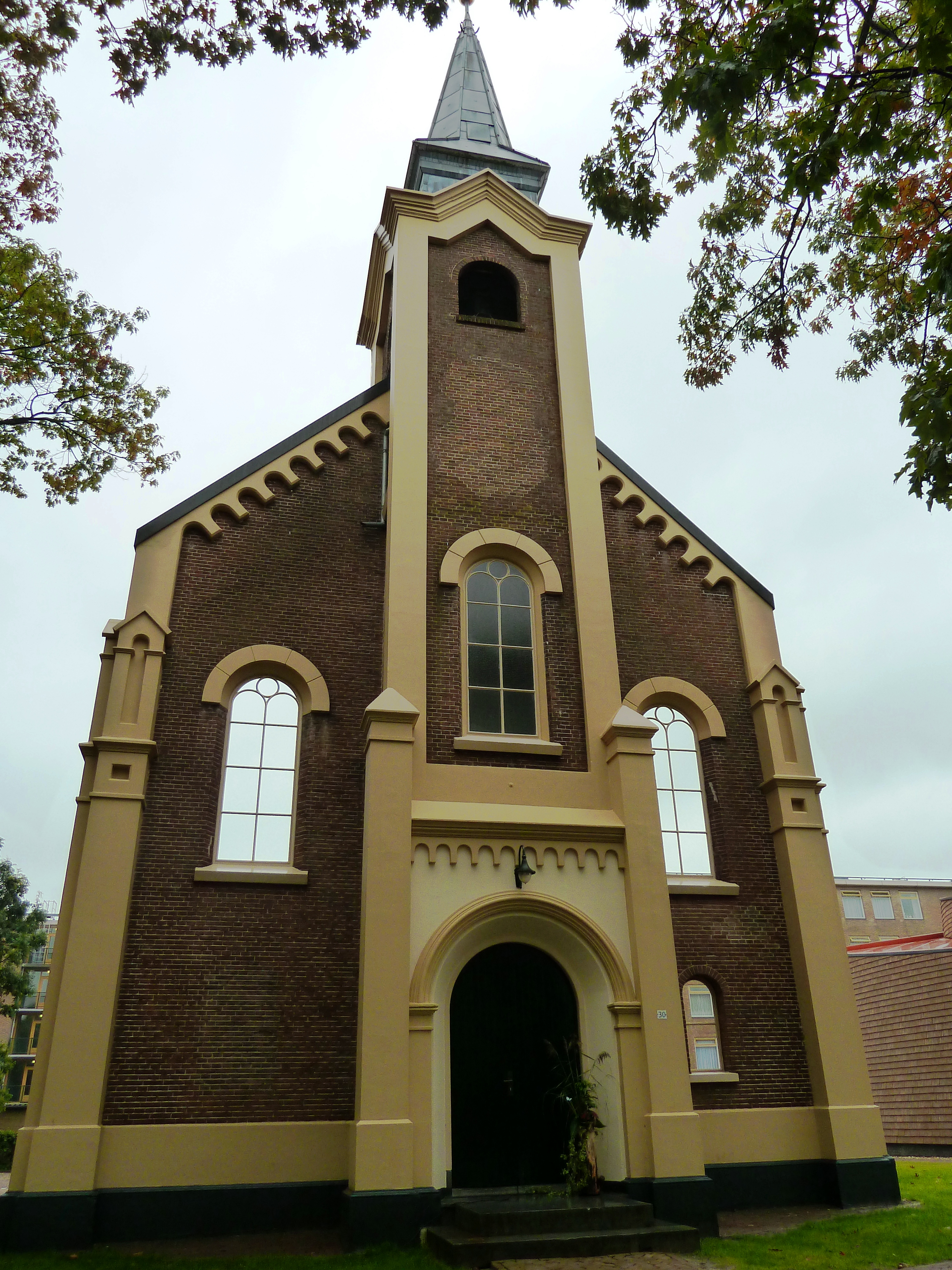
Het restant van de Eexterkerk in 2010: Alleen de toren staat er nog
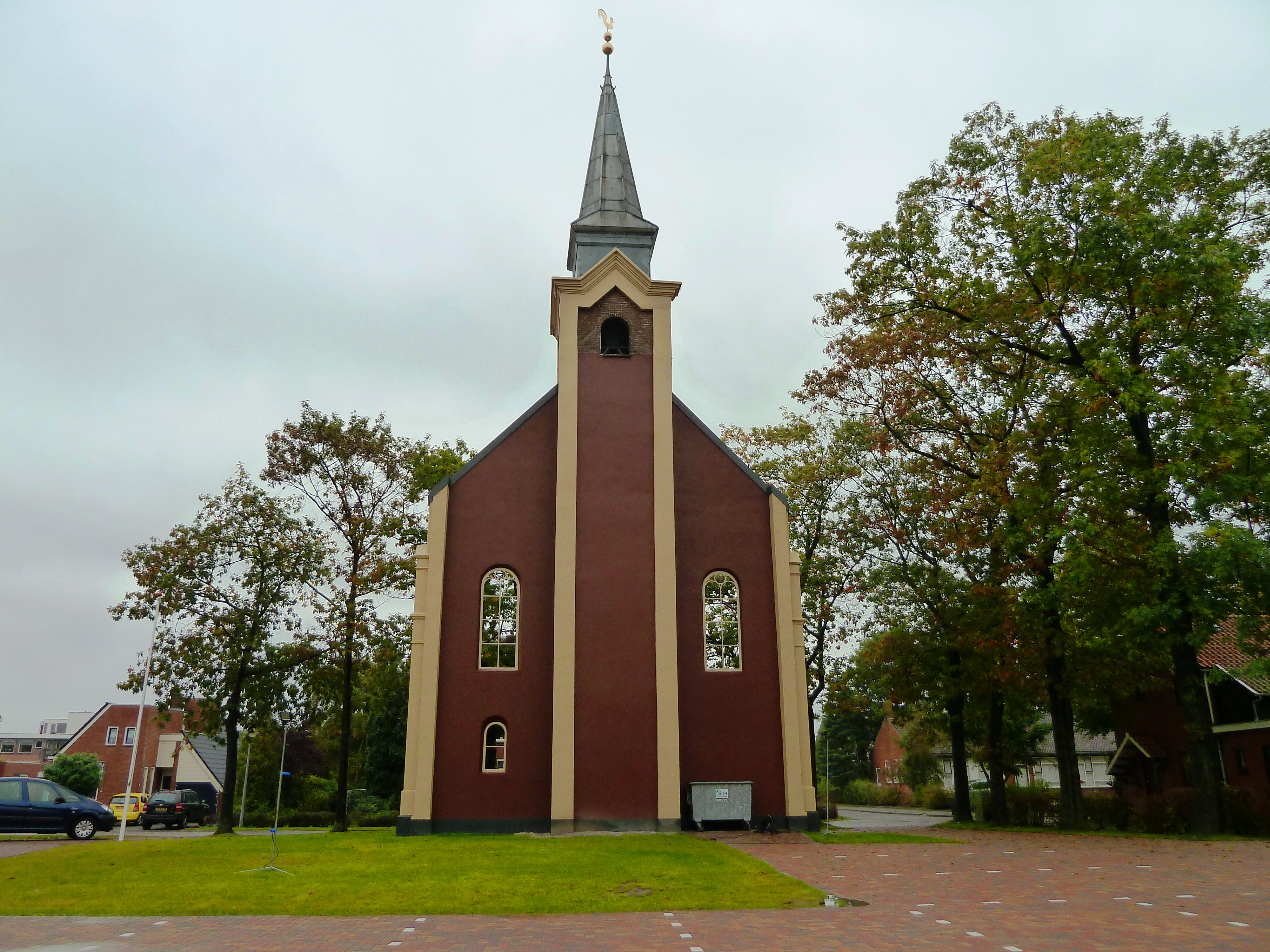
De achterzijde werd bruin geverfd

## Sloop Eexterkerk en bouw 'De Ontmoeting'
De Eexterkerk, alsook de gereformeerde Poststraatkerk (uit 1959) bleken echter te klein om de nieuwe gemeente van 1000 leden te vestigen. Besloten werd om een nieuw gebouw te bouwen, de Eexterkerk te slopen en de Poststraatkerk te verkopen voor sloop. De Eexterkerk kwam niet in aanmerking om op de monumentenlijst te worden geplaatst, vanwege het feit dat ze te nieuw was (1870, maar de vleugels uit 1936 hadden het uiterlijk van het gebouw danig veranderd) en dus ook niet in aanmerking kwam om overgenomen te worden door de Stichting Oude Groninger Kerken. De kerk en aangrenzende gebouwen werden daarop gesloopt om plaats te maken voor de nieuwe kerk en parkeerplaatsen. De toren van de Eexterkerk bevat echter wel een rijksmonument (de klok uit 1796) en werd daarom (en om iets te behouden van de kerk) niet gesloopt. De achterkant van de toren werd geel en bruin geschilderd.
Het nieuwe multifunctionele gebouw 'De Ontmoeting' verrees naast de gesloopte Eexterkerk en werd voltooid in 2010. Het heeft een ronde vorm en is opgebouwd uit keramische leisteen. De andere rijksmonumenten zijn overgeplaatst, maar hebben door de plaatsing in een nieuw gebouw geen beschermde monumentstatus meer omdat de historische context verloren is gegaan. Het gaat om:
- het orgel van Matthias Amoor uit 1733, dat al in de kruiskerk stond en zich dus in zijn derde kerkgebouw bevindt. Het werd verbouwd door onder anderen Albertus Antoni Hinsz & Frans Casper Snitger in 1780 en 1796, Herman Eberhard Freytag in 1828 en 1862, Petrus van Oeckelen in 1874 en Mense Ruiter in 1936. Het werd gerestaureerd onder supervisie van Klaas Bolt door de orgelbouwers Reil in 1987. Sinds Reil het orgel in 2010-2011 voor de herplaatsing naar De Ontmoeting opnieuw onderhanden nam, zijn diverse onderdelen in oude staat hersteld en is de dispositie uitgebreid. Er zijn sindsdien twee manualen en een aangehangen pedaal, en vijftien registers;
- de preekstoel uit 1636 met twee koperen kaarsarmen;
- de 17e-eeuwse avondmaalbank.

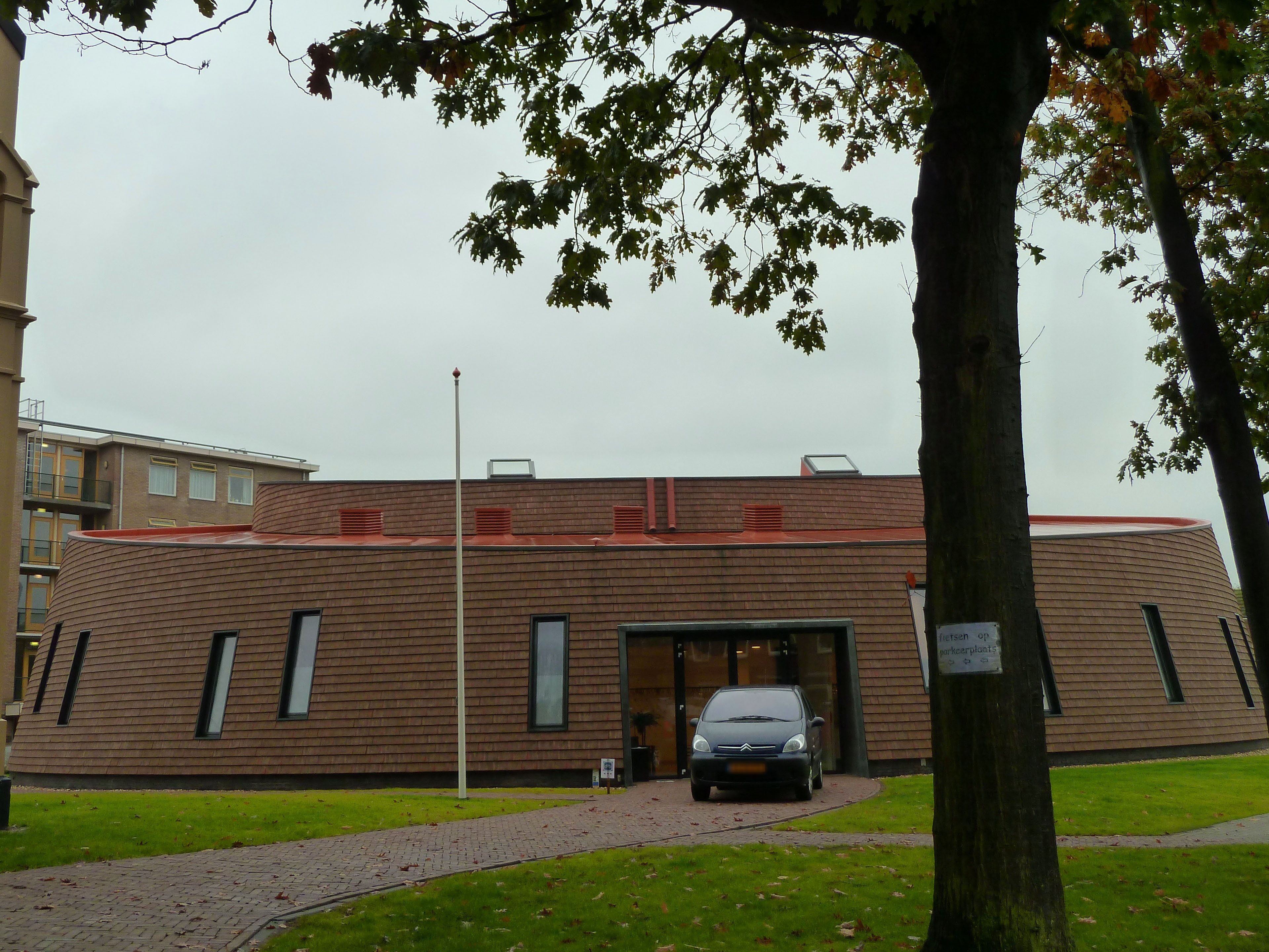
De Ontmoeting
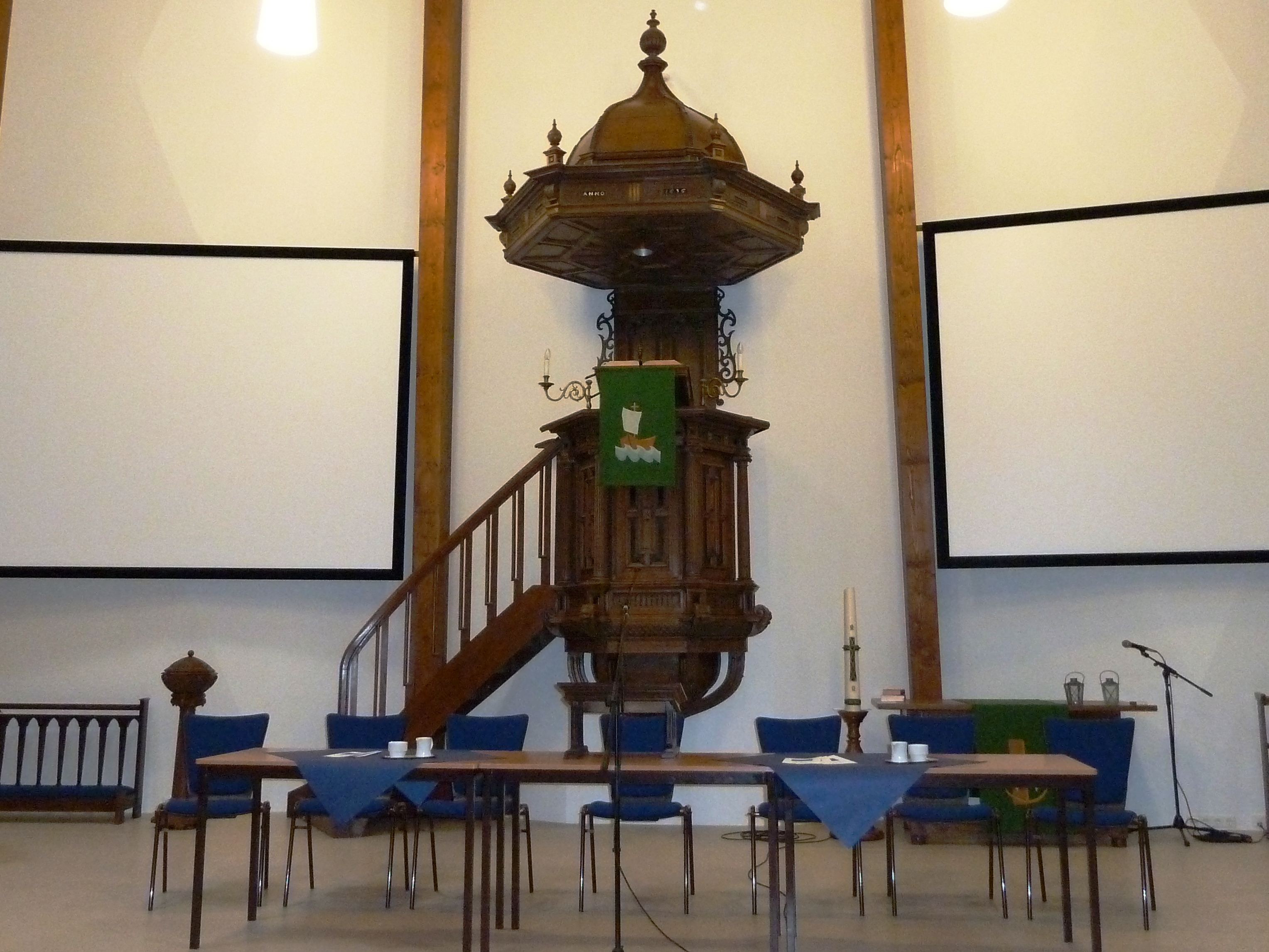
Preekstoel uit 1636 in De Ontmoeting

## Pastorie
De oorspronkelijke pastorie (niet langer eigendom van de kerk) uit de dertiende eeuw is bewaard gebleven en heeft het oudste woonhuisdak van Nederland. Dat blijkt uit onderzoek van de Rijksdienst voor Monumentenzorg. Uit de jaarringen valt af te leiden dat de eikenhouten balken in het dak stammen uit ongeveer 1250. Volgens bouwhistoricus A. Reinstra is niet alleen de leeftijd, maar vooral ook de puntgave constructie van het dak zeer bijzonder. Het gaat hier om de originele constructie.

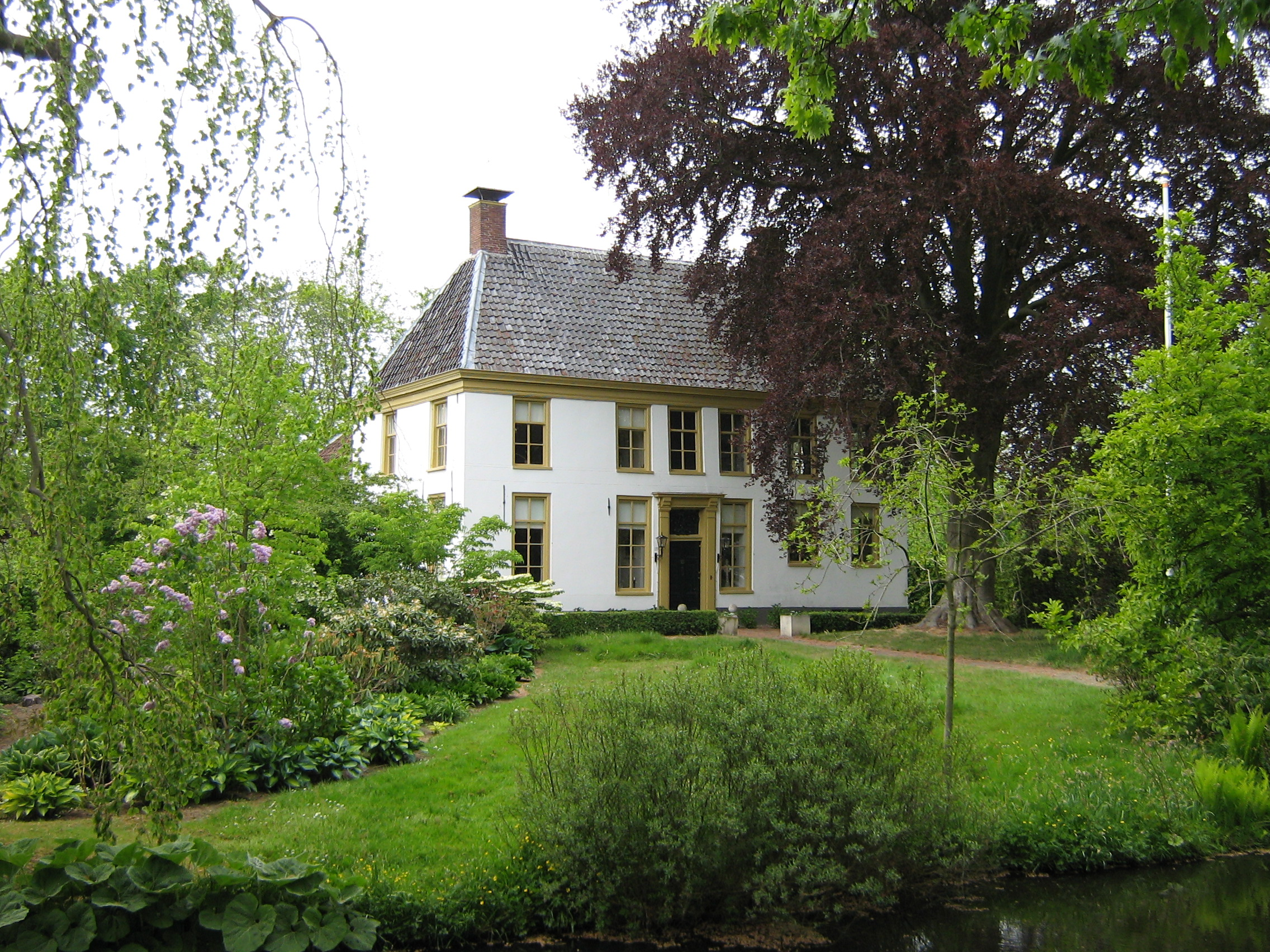
Pastorie van Eexta